# Cuerpo convexo

El icosaedro truncado es un cuerpo convexo en el espacio tridimensional.

En matemática, un cuerpo convexo n-dimensiónal en un espacio Euclídeo Rn es un conjunto convexo compacto con un interior no vacío.
Un cuerpo convexo K es llamado simétrico si este es centralmente simétrico con respecto al origen, por ejemplo, un punto x se encuentra en K si y solo si su antípoda, −x, también se encuentra en K. Los cuerpos convexos simétricos están en una correspondencia uno-a-uno con las bolas unidad de normas sobre Rn.
Importantes ejemplos de cuerpos convexos son la bola euclídea, el hipercubo y el politopo de cruce.